# Eleição parlamentar na Etiópia em 2015
A eleição parlamentar etíope de 2015 ocorreu em 24 de maio para renovar a totalidade de assentos da Assembleia Parlamentar Federal. Confirmando todos os prognósticos, a coalizão governista Frente Democrática Revolucionária Popular do Povo Etíope (EPRDF) venceu o pleito de forma arrasadora após obter 91,41% dos votos válidos e eleger 500 dos 547 deputados que compõem o órgão legislativo máximo da Etiópia. Os partidos de oposição e os candidatos independentes obtiveram, somados, 8,59% dos votos válidos e elegeu os 47 deputados restantes.

## Resultados eleitorais
| Partido                    | Partido                                                  | Votos      | %     | Cadeiras | +/– |
| -------------------------- | -------------------------------------------------------- | ---------- | ----- | -------- | --- |
|                            | Frente Democrática Revolucionária Popular do Povo Etíope | 31 335 387 | 91.22 | 500      | 1   |
|                            | Partido Democrático Somali                               | 1 511 464  | 4.40  | 24       | 0   |
|                            | Frente Democrática Unida do Povo Benishangul-Gumuz       | 566 799    | 1.65  | 9        | 0   |
|                            | Partido Nacional Democrático Afar                        | 501 531    | 1.46  | 8        | 0   |
|                            | Movimento Democrático do Povo Gambela                    | 188 933    | 0.55  | 3        | 0   |
|                            | Organização Democrática do Povo Argoba                   | 61 833     | 0.18  | 1        | 0   |
|                            | Liga Nacional Hareri                                     | 61 833     | 0.18  | 1        | 0   |
|                            | Candidatos independentes                                 | 61 833     | 0.18  | 1        | 1   |
| Total de votos registrados | Total de votos registrados                               | 34 351 444 | 100   | –        | –   |
| Eleitorado apto a votar    | Eleitorado apto a votar                                  | 36 851 461 | 93.22 | –        | –   |